# Кристијан Тилеман
Кристијан Тилеман (рођен 1. априла 1959.) је немачки диригент. Главни је диригент Државне капеле Дрездена. Био је уметнички директор Салцбуршког Ускршњег фестивала од 2013. до 2022. Од 2024. он ће бити генерални директор музике у Државној опери у Берлину.

## Биографија и каријера
Тилеман је рођен у Западном Берлину, где је студирао виолу и клавир и похађао приватне часове композиције и дириговања. У својој 19. години постао је репетитор у Немачкој опери у Берлину код Хајнриха Холрајзера и као асистент Херберта фон Карајана. Радио је у Музиктеатру Ревиер у Гелзенкирхену, као и у бројним мањим немачким позориштима, укључујући позоришта у Карлсруеу, Хановеру, Немачкој опери на Рајни у Дизелдорфу. Био је први капелмајстер и у Нирнбергу пре него што се вратио у Немачку оперу у Берлину 1991. године да диригује Лоенгрину Рихарда Вагнера. Током овог периода, такође је асистирао Данијелу Баренбојму на Фестивалу у Бајројту.
Тилеман је дебитовао у САД током сезоне 1991–1992 у новој продукцији Штраусове Електре у Сан Франциску. Уследили су ангажмани у Метрополитен опери у Њујорку. Године 1997. постао је генерални музички директор Немачке опере у Берлину. Тилеман је остао на овој функцији до 2004. године, када је дао оставку због сукоба око финансијских приоритета градског буџета Берлина.
Тилеман је постао главни диригент и музички директор Минхенске филхармоније у септембру 2004. Одступио је са функције у Минхену 2011. године, након спорова са управом оркестра око коначног одобрења избора гостујућих диригената и програма за оркестар.
У октобру 2009. Државна капела у Дрездену објавила је именовање Тилемана за свог следећег главног диригента. Његов уговор са Дрезденом био је до 2019. У новембру 2017. Државна капела Дрезден је најавила продужење Тилемановог уговора као главног диригента до 31. јула 2024. Године 2020. Тилеман је именован за почасног професора на Музичкој академији Карл Марија фон Вебер у Дрездену. У мају 2021. Барбара Клепш, министарка културе Саксоније, најавила је да Тилеман треба да закључи свој мандат са Државном капелом Дрезден крајем јула 2024. Од 2024. године Тилеман ће бити наследник Данијела Баренбојма на месту генералног директора музике у Берлинској државној опери Унтер ден Линден.
Тилеман је редовни диригент на Бајројтском фестивалу, након дебија 2000. са Вагнеровим Мајстори певачи из Нирнберга. Одлуком од септембра 2008. године Фондације за фестивал Рихарда Вагнера именоване су Катарина Вагнеа и Ева Вагнер-Паскије да наследе Волфганга Вагнера на месту директора Бајројтског фестивала, док је Тилеман је именован за музичког саветника. У јуну 2015, Бајројтски фестивал је званично објавио именовање Тилемана за свог музичког директора. Овај уговор је истекао 2020. Диригујући Опером Лоенгрин 2018. године, Тилеман је дириговао свих десет дела Рихарда Вагнера која се редовно изводе на фестивалу, што је пре њега остварио само Феликс Мотл.
Године 2003. Тилеман је одликован Орденом за заслуге Савезне Републике Немачке. У октобру 2011. године добио је почасно чланство на Краљевској музичкој академији у Лондону. 2015. Тилеман је освојио награду Рихард Вагнер из Лајпцига. Радио је у програму Хуманитас као гостујући професор оперских студија на Оксфордском универзитету у јануару 2016. Године 2019. први пут је дириговао на Новогодишњем концерту са Бечком филхармонијом,  и требало би да се врати да диригује Бечким новогодишњим концертом 2024. године.

## Публикације
- Kilian Heck; Christian Thielemann (2006). Friedrichstein. Das Schloss der Grafen von Dönhoff in Ostpreußen. Munich/Berlin: Deutscher Kunstverlag. ISBN 978-3-422-06593-2.)
- Thielemann, Christian; Lemke-Matwey, Christine (2012). Mein Leben mit Wagner. Munich: C.H. Beck. ISBN 978-3-406-63446-8.
  - Енглески превод: My Life with Wagner. Превод: Anthea Bell. London: Weidenfeld & Nicolson. 2015. ISBN 978-1-780-22837-2.
- Thielemann, Christian; Lemke-Matwey, Christine (2020). Meine Reise zu Beethoven. Munich: Beck C. H. ISBN 978-3-406-75765-5.